# بوغداکندی
بوغداکندی، روستایی از توابع بخش مرکزی شهرستان زنجان در استان زنجان ایران است.

## جمعیت
این روستا در دهستان بوغداکندی قرار دارد و براساس سرشماری مرکز آمار ایران در سال۱۳۹۵، جمعیت آن۲۲۳۰ نفر (۴۴۸خانوار) بوده‌است.